# علي بركات
علي بركات هو مغني لبناني متخصص في الأناشيد. يُعرف بـ (عندليب حزب الله).

## سيرته
علي بركات هو ابن محمد بركات. عائلة بركات هم من المسلمين الشيعة من لبنان.
علي بركات معروف بأغانيه الدينية والسياسية الكثيرة. أغانيه تتناول العديد من المواضيع. وهو معروف بتمجيده لحزب الله.
في نيسان 2014، اُستُدعيَ علي بركات إلى المحكمة بسبب غنائه أغاني معادية للسعودية، حيث أعربت الحكومة اللبنانية مرارًا وتكرارًا عن قلقها من أن أغانيه قد تضر بالعلاقات مع الدول العربية.
في عام 2021، قال علي بركات إنه يتمنى أن يصبح شهيدًا بين جنود العدو الإسرائيلي بناءً على أمر الأمين العام لحزب الله حسن نصر الله، وهو أمر أضر بسمعته الدولية.

## طالع أيضًا
- عيسى الليث
- جوليا بطرس